# Filippo Colombo
Filippo Colombo (Gussago, 20 de diciembre de 1997) es un deportista suizo que compite en ciclismo en las modalidades de montaña, en la disciplina de campo a través, y ruta.
Ganó cinco medallas en el Campeonato Mundial de Ciclismo de Montaña entre los años 2014 y 2022, y cuatro medallas en el Campeonato Europeo de Ciclismo de Montaña, entre los años 2017 y 2022.

## Medallero internacional
| Campeonato Mundial | Campeonato Mundial            | Campeonato Mundial | Campeonato Mundial         |
| Año                | Lugar                         | Medalla            | Competición                |
| ------------------ | ----------------------------- | ------------------ | -------------------------- |
| 2014               | Hafjell/Lillehammer (Noruega) | Medalla de plata   | Campo a través por relevos |
| 2016               | Nové Město (República Checa)  | Medalla de bronce  | Campo a través por relevos |
| 2017               | Cairns (Australia)            | Medalla de oro     | Campo a través por relevos |
| 2018               | Lenzerheide (Suiza)           | Medalla de oro     | Campo a través por relevos |
| 2022               | Les Gets (Francia)            | Medalla de plata   | Campo a través corto       |
| Campeonato Europeo |                               |                    |                            |
| Año                | Lugar                         | Medalla            | Competición                |
| 2017               | Darfo Boario (Italia)         | Medalla de oro     | Campo a través por relevos |
| 2018               | Graz (Austria)                | Medalla de plata   | Campo a través por relevos |
| 2021               | Novi Sad (Serbia)             | Medalla de bronce  | Campo a través             |
| 2022               | Múnich (Alemania)             | Medalla de bronce  | Campo a través             |